# Lluís Carreras
Lluís Carreras (født 24. september 1972) er en spansk tidligere fodboldspiller.